# 宇宙誌

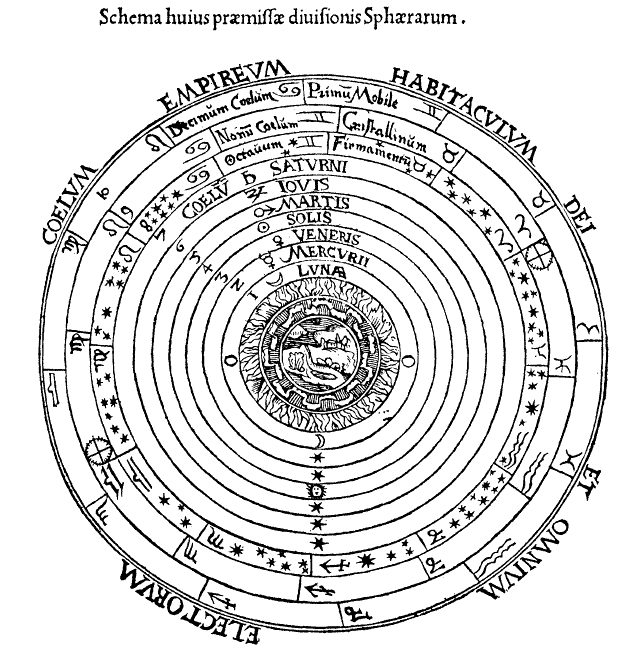
ペトルス・アピアヌスの 『宇宙形状誌』（Cosmographia，1539年）に描かれた宇宙の構造

宇宙誌（うちゅうし、英語: cosmography）とは、全世界つまり、地球や宇宙や、死後の世界までもを包括して描かれた宇宙像の事である。書物あるいは図版（地図や天球図）として表現される。コスモグラフィーやコスモグラフィアとも呼ばれる。
近世以前のヨーロッパでは、重要な科学の一分野として地球や宇宙の様子を知る・研究する上で欠かせない分野であったが、やがて天文学・地球科学・地理学などの発達により、こうした非科学的なスタンスによる描写は過去の産物となっていった。現在では、当時の人々の地球や宇宙や科学に対する見方を知る「史料」として認識・活用されている。現在では専ら、天文学など科学的なスタンスではなく、宗教的な世界像を表す概念として使われている。